# Пиргулинский заповедник
Пиргулинский заповедник был создан в 1968 году на административной территорий Шемахинского района Азербайджана площадью 1 521 га. Территория заповедника расширена на 2753 га и в январе 2003 года доведена до 4274 га.

## Цель создания
Целью создания заповедника является сохранение горно-лесных ландшафтов, особенно растительного покрова различных видов, плодородного слоя почвы, увеличения лесных участков, предотвращения опыления воздуха, оказывающего отрицательное воздействие на астроклимат.

## Флора и Фауна
Флора заповедника насчитывает более 60 видов. Из млекопитающих обитают бурый медведь, волк, лесная кошка, рысь, кабан, косуля и др.